# Sharbat

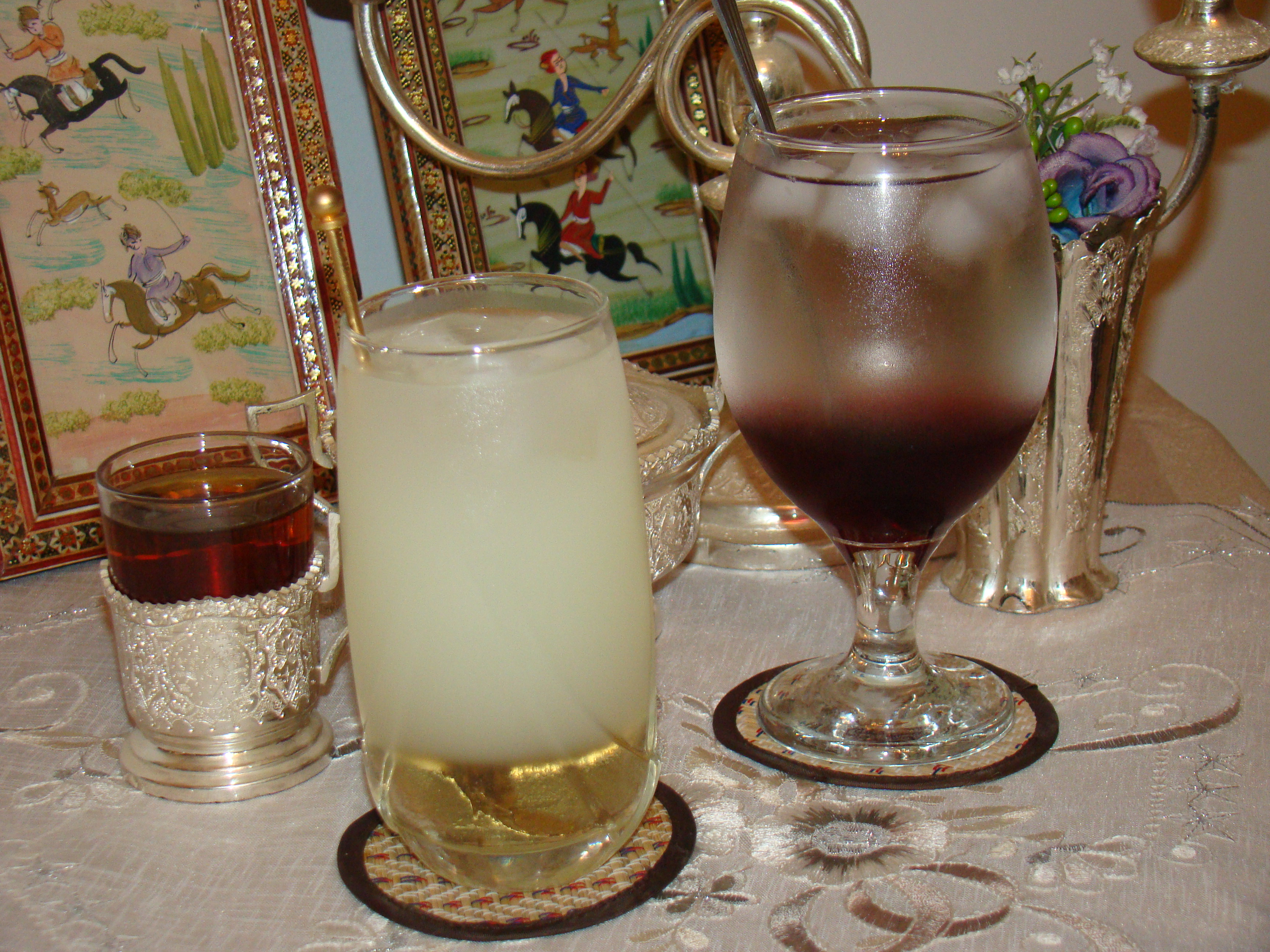
Deux verres de sharbat iranien et un petit verre de thé.

Le sharbat (en persan : شربت / šarbat ; arabe : شربات, sharbat ; en azéri : şərbət ; en hindi : शर्बत (śarbat) ; en turc : şerbet ; en serbe/bosniaque : шербет/šerbet) est une boisson sucrée d'origine iranienne,,,,,, populaire en Asie occidentale et en Asie du Sud, et préparée à base de fruits ou de pétales de fleurs.
Ce terme désigne généralement une boisson préparée avec du concentré de jus de fruit sucré, la plupart du temps de griotte (sharbat-e albalou), dilué dans de l'eau et servi avec des glaçons. Un autre sharbat très commun, le sekandjabin, préparé avec du vinaigre et du sucre, est particulièrement apprécié pendant la saison chaude.